# Lucilia snyderi
Lucilia snyderi är en tvåvingeart som beskrevs av James 1962. Lucilia snyderi ingår i släktet Lucilia och familjen spyflugor. Inga underarter finns listade i Catalogue of Life.